# Station Zabłocie Czuchów
Station Zabłocie Czuchów is een spoorwegstation in de Poolse plaats Zabłocie.